# Великий Луг

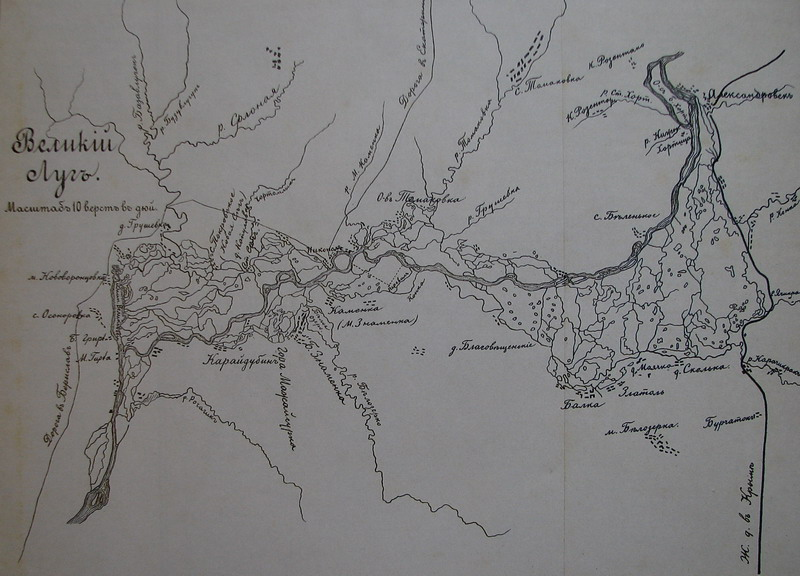
Мапа Великого Лугу

Вели́кий Луг — історична назва місцевості, велетенських річкових плавнів, які існували до 1950 року на лівому березі Дніпра, між Дніпром і його притокою Кінською, а також тягнулись широкою смугою вздовж правого берега від гирла річки Середня Хортиця. Плавні, зарослі листяним лісом, очеретом і рогозом мали площу понад 400 км².
Вся ця місцевість належала Запорізькій Січі, з Великим Лугом часто ототожнювали усе Запорожжя.
Великий Луг був затоплений водами Каховського водосховища у 1955–1957 роках за винятком деяких ділянок.
В результаті підриву Каховської ГЕС 6 червня 2023 року, Великий Луг був вивільнений на поверхню.

## Географія

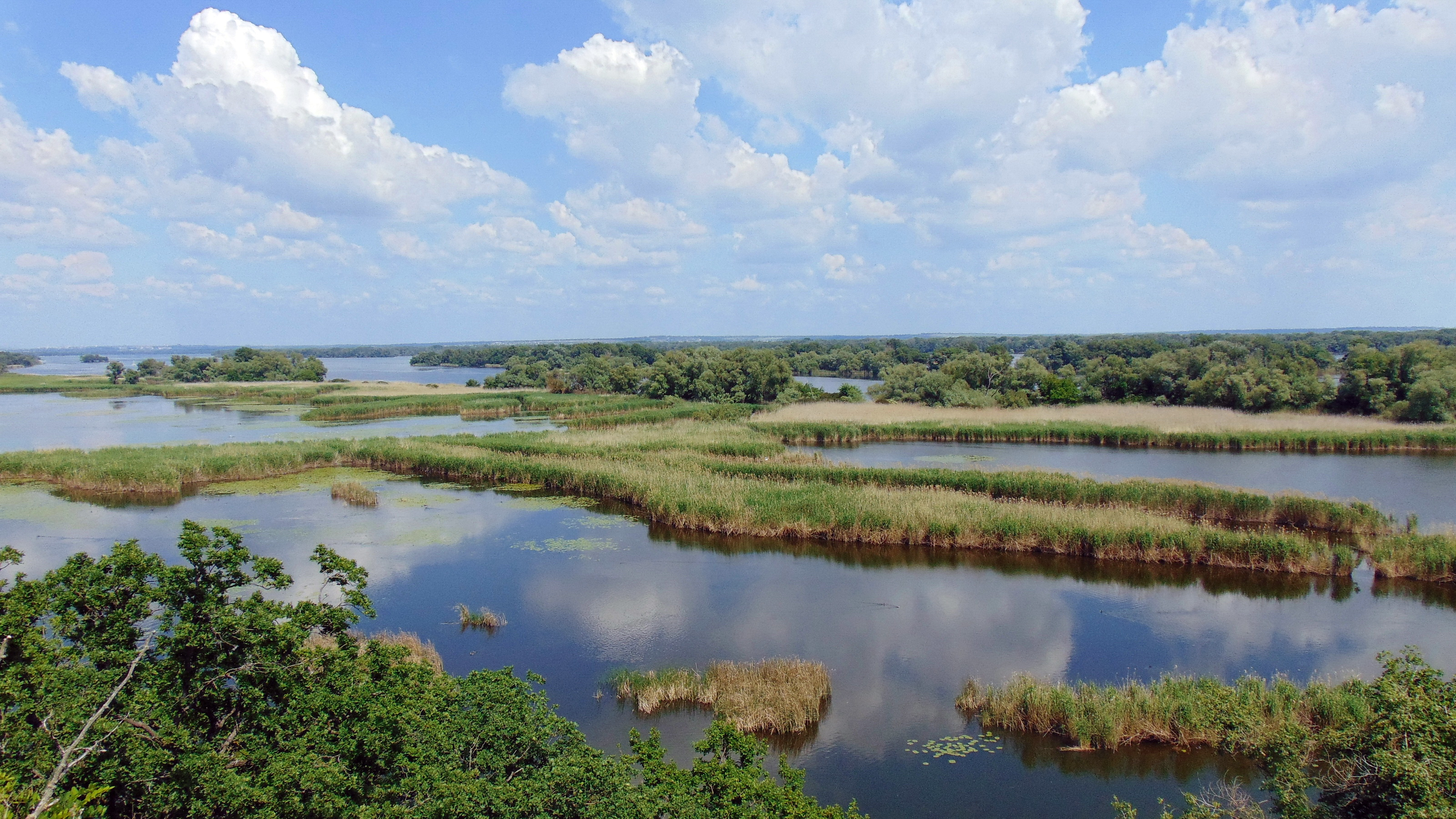
Великолузькі плавні

Утворення Великолузької заплави, на думку вчених, відбулося під час останнього зледеніння, коли рівень Чорного моря був на десятки метрів нижчим від сучасного. Тоді й вирив Дніпро ту широку улоговину, яка заповнилась річковими наносами, що з часом перетворилася у Великий Луг.
Загалом заплава простягалася з обох боків Дніпра від острова Хортиця на 110 км від лівого берега Дніпра до острова Скалозубова в Херсонській області при ширині від 3 до 25 км.
Плавні заливалися водою з початку весни до початку літа, за винятком деяких місцин. Коли у квітні починалася повінь, плавні являли собою майже суцільний водний простір. Максимум рівня води припадав на кінець квітня і початок травня, мінімум — на вересень і жовтень. Внаслідок підйому рівня води (до 7 м) та річкової течії м'який піщано-мулистий ґрунт переміщувався й частково змінював обриси берегів плавневих озер та островів.
На нижньому Дніпрі існувало 8 перевозів відомих ще з часів бронзи. Тут були 4 піщані кучугури, що також були найліпшими перевозами: Великі кучугури, Водянські кучугури, Каменські кучугури, Нижньодніпровські (Олешківські) кучугури.
Після підриву росіянами в ході російсько - української війни Каховської ГЕС, 6 червня 2023 року, територія Великого Лугу, що в період з 1958 по 2023 рік була залита водами штучного Каховського моря, відкрилася огляду. Складно передбачити, як відбуватиметься ревіталізація флори та фауни даної місцевості. Також не відомо, як саме води Каховського водосховища вплинули на місцеву гідрографію.

### Рослинність

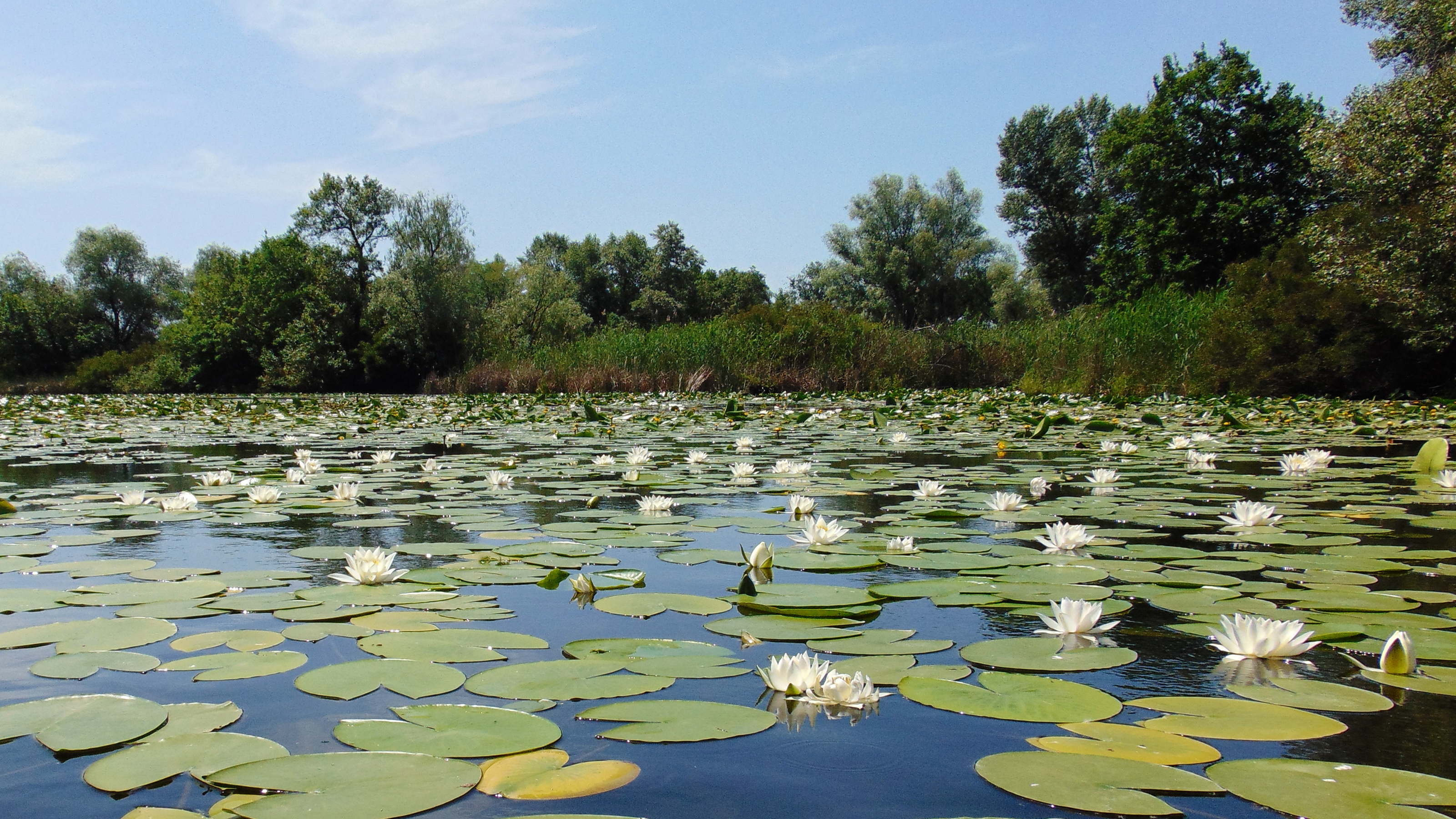
Цвіте латаття біле

Під час своєї мандрівки по Нижньому Подніпров'ю і тодішньому Великому Лугу давньогрецький історик Геродот був вражений казковою лісистою країною, яку він назвав Гілеєю, повною «різноманітнішими деревами» («Мельпомена», книга 4). Із спогадів старожилів відомо, що на Великому Лузі «зростали могутні дерева, а через дикі хащі й бурелом неможливо було пробитись ані кінному, ані пішому».
Навіть після затоплення Великого Лугу серед залишків плавнів збереглася унікальна рослинність, у тому числі реліктові, ендемічні та рідкісні рослинні угруповання сальвінії плаваючої, водяного горіху, плавуна щитолистого, альдрованди пухирчастої, латаття білого, глечиків жовтих, стрілиці звичайної, лепешняку очеретяного, куширів донського і підводного. На островах та кучугурах лівобережної піщаної тераси (арени) Великого Лугу збереглися зарості ендемічної берези дніпровської. Всі угруповання занесені до Зеленої книги України.

### Тваринний світ
Тваринний світ Великого Лугу був надзвичайно багатим:
- У річках водилися велетенські білуги, соми, коропи, щуки, зграями плавали осетри, севрюга та стерлядь. Косяками плавали у воді: судак, лящ, карась, окунь, лини, вугри, тарань, вирезуб, камбала, в'язь та марена та багато іншої дрібної риби, яку можна було ловити голими руками. Також водилося багато раків;
- Із звірів у Великому Лузі водилися вовки, олені, сарни, лисиці, коти, зайці, борсуки, горностаї, ховрахи, бобри, куниці й виндихи, заходили під осінню пору дикі коні (особливо на Томаківському острові);
- Серед птахів було дуже багато баб (пеліканів) та морських чайок. Озера переповнювали лебеді, дикі гуси, качки, баклани, журавлі. Лелеки та чаплі були господарями боліт. На лиманах було безліч куликів. На деревах панували горлиці, зозулі, тетеруки, одуди, деркачі, сороки, стрижі, солов'ї, чижі, чий спокій порушували соколи, шуліки, яструби та орли[5][6][8]

Тваринний світ Великого Лугу

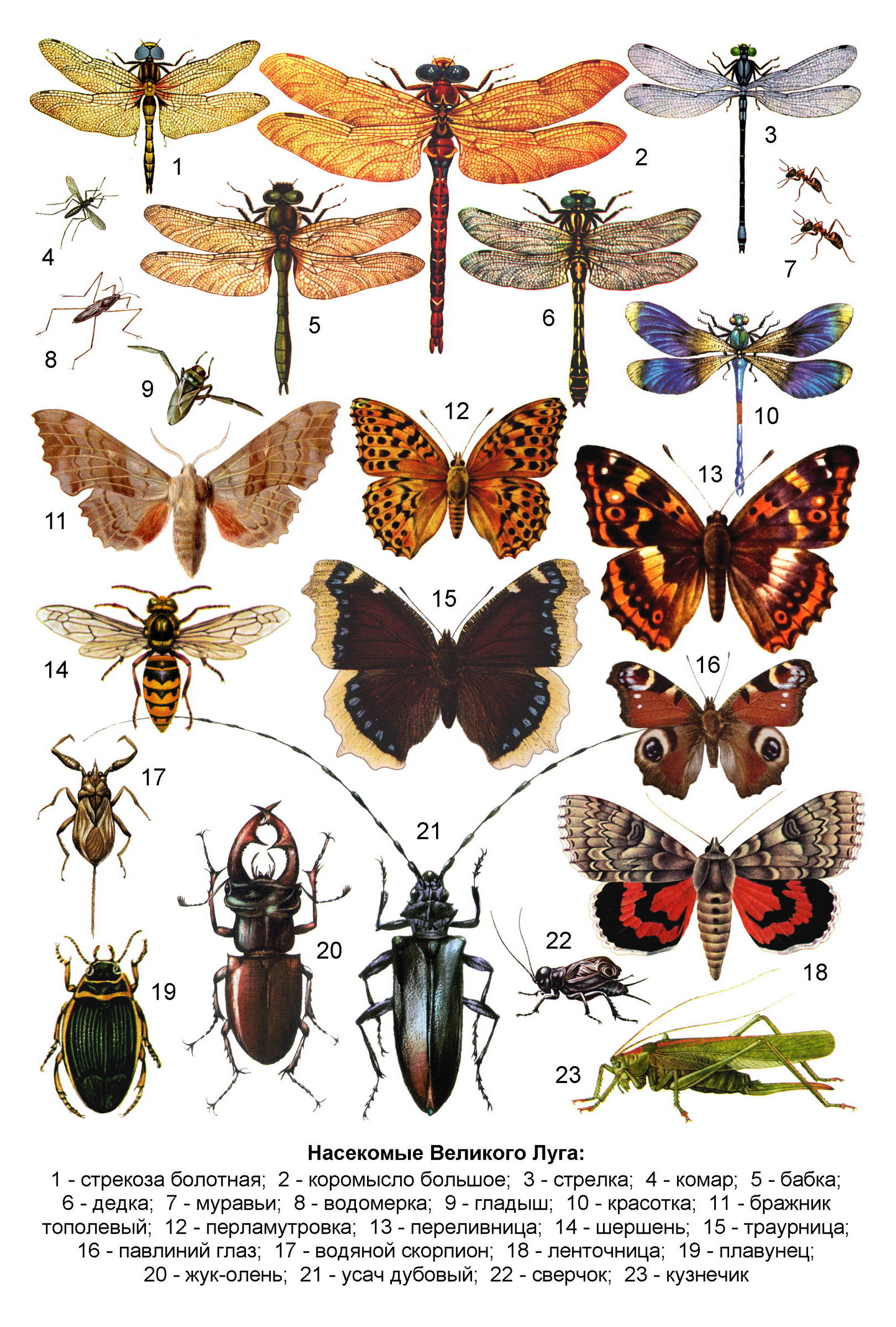
Комахи
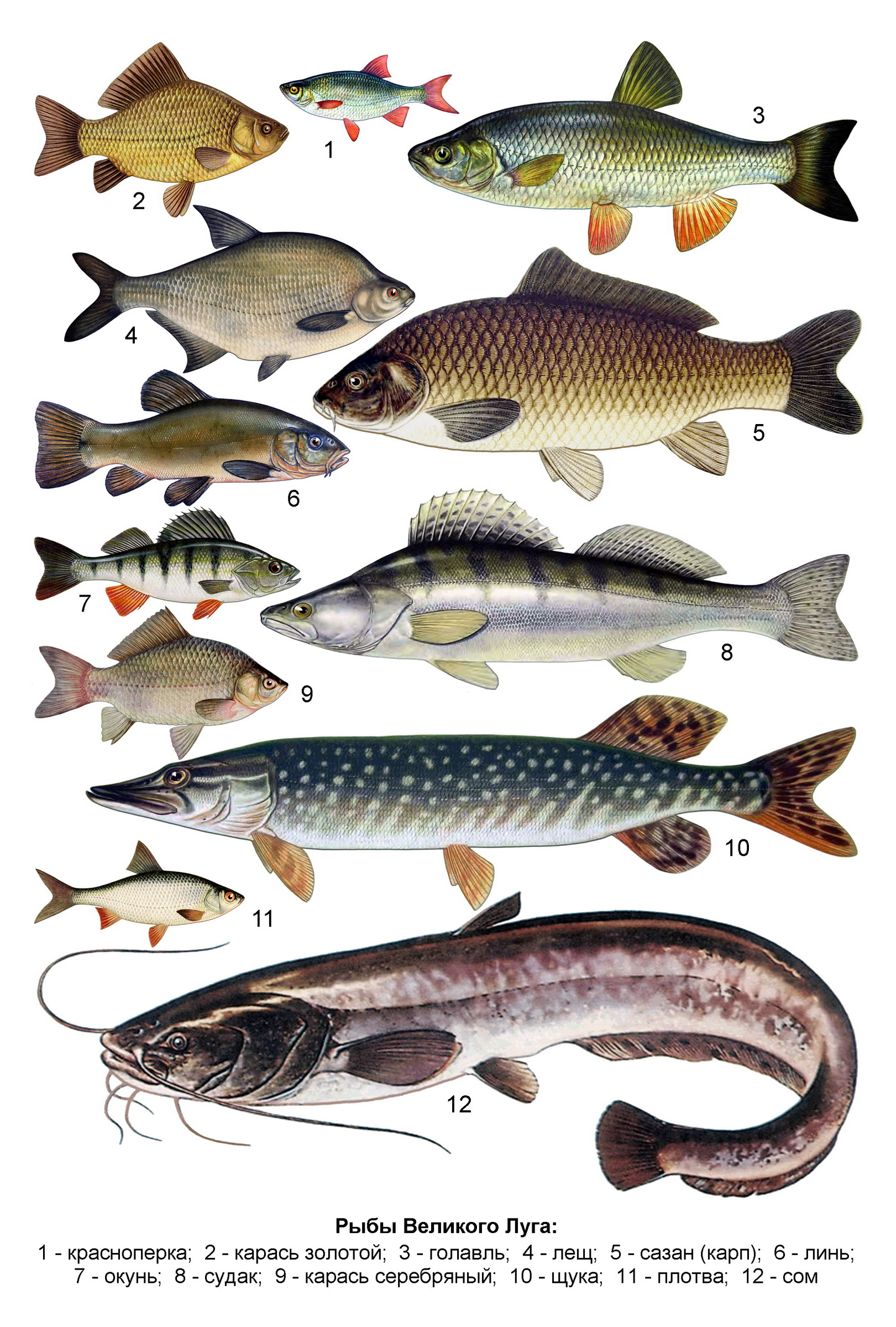
Риби
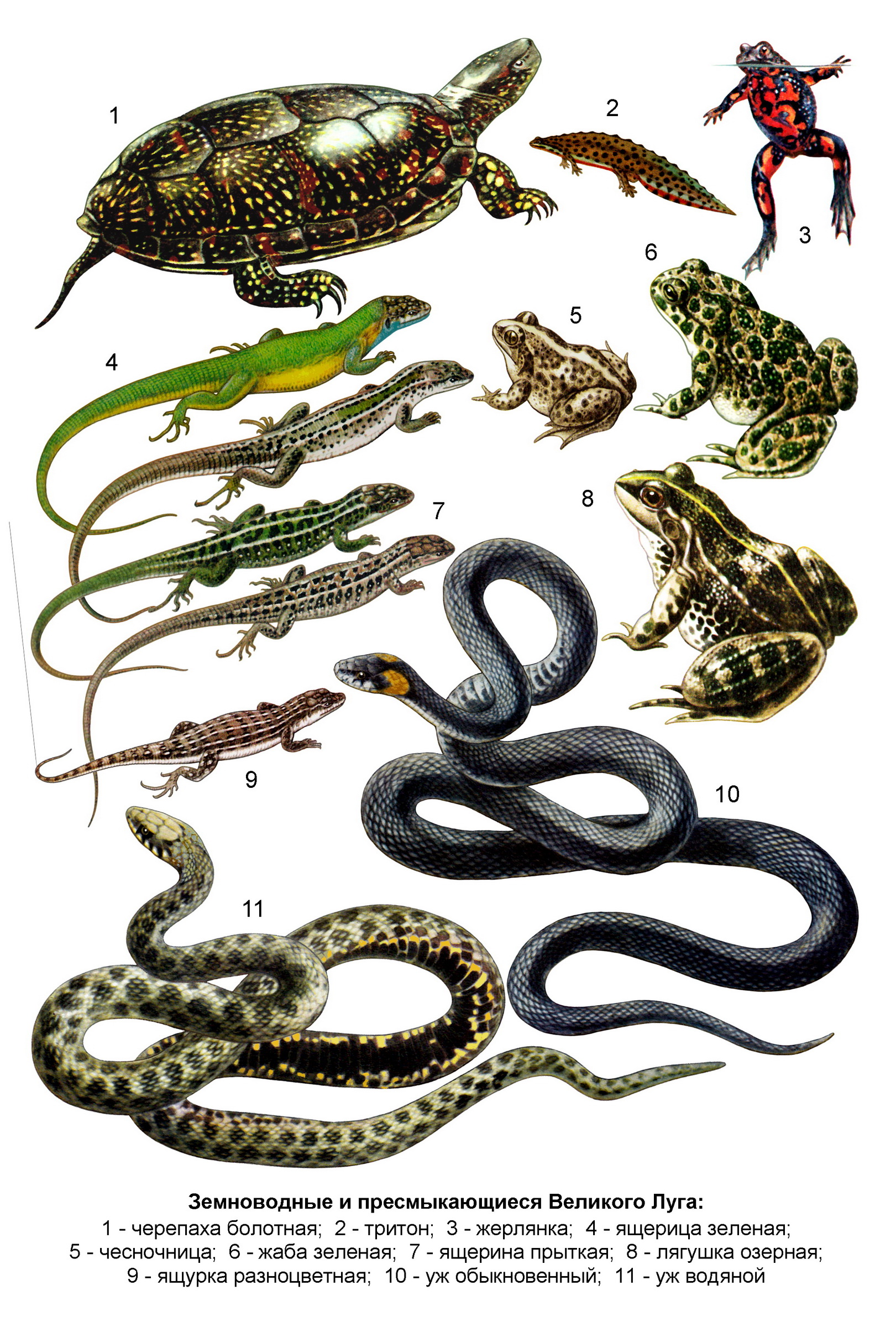
Земноводні і плазуни
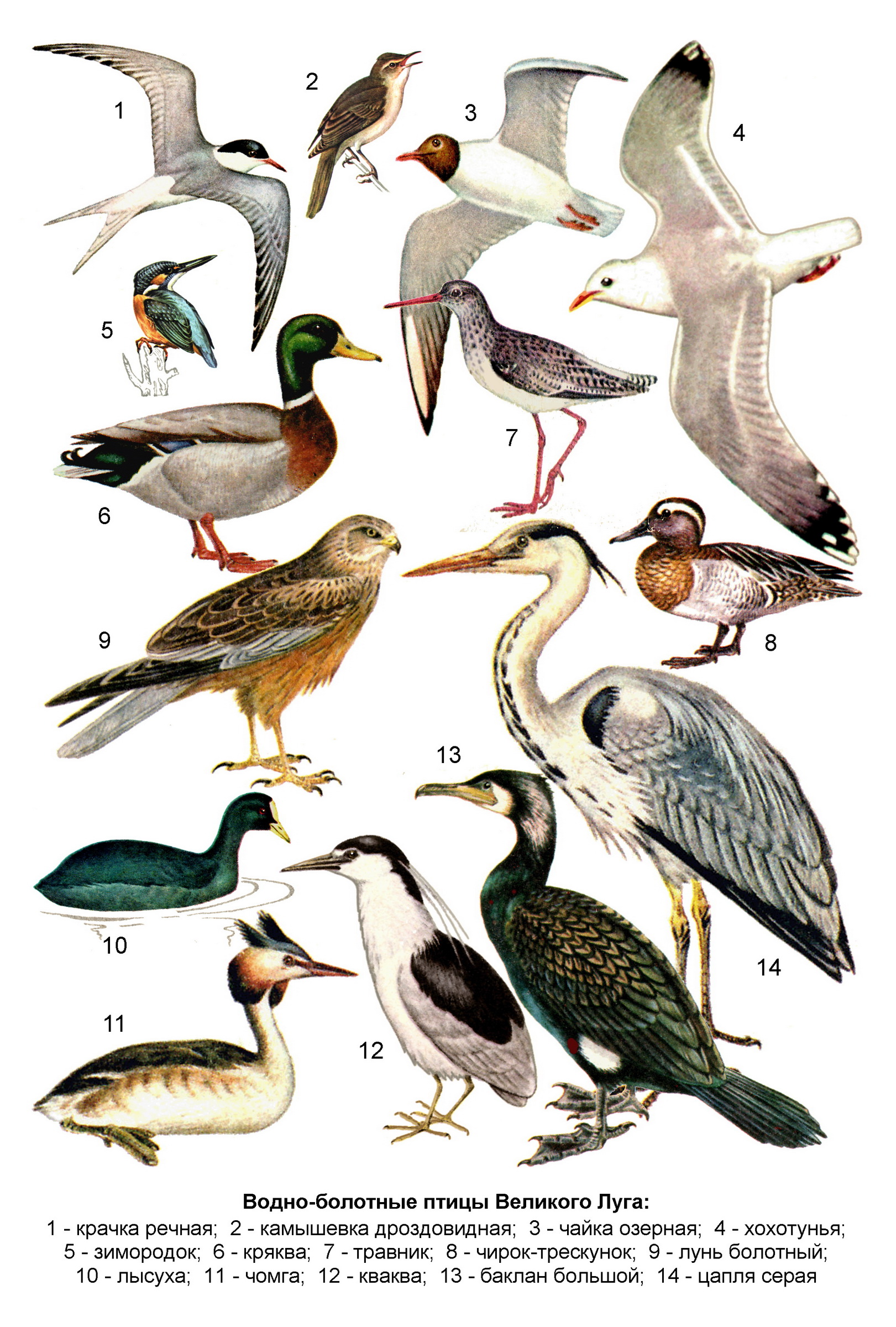
Водно-болотні птахи
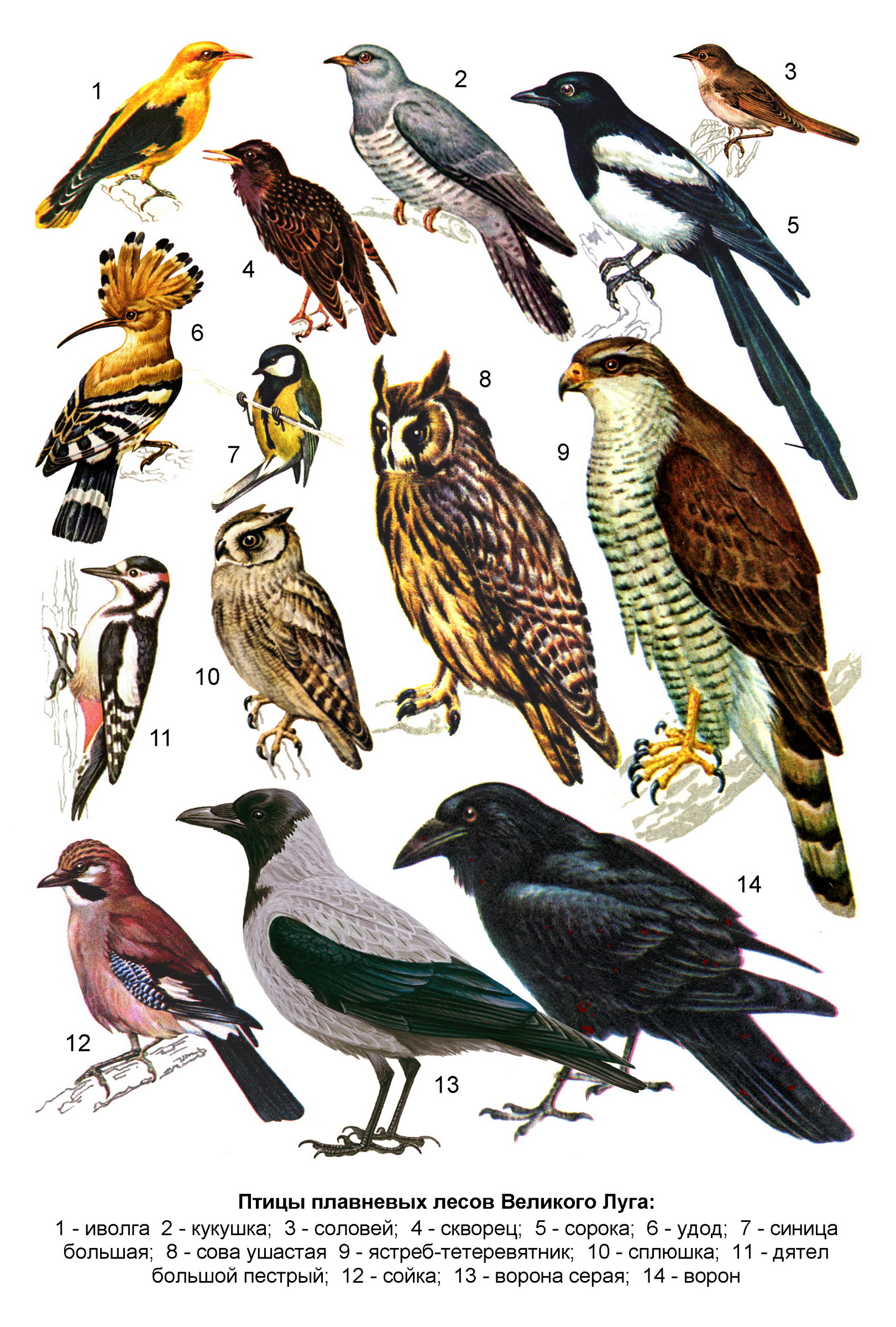
Птахи плавневих лісів
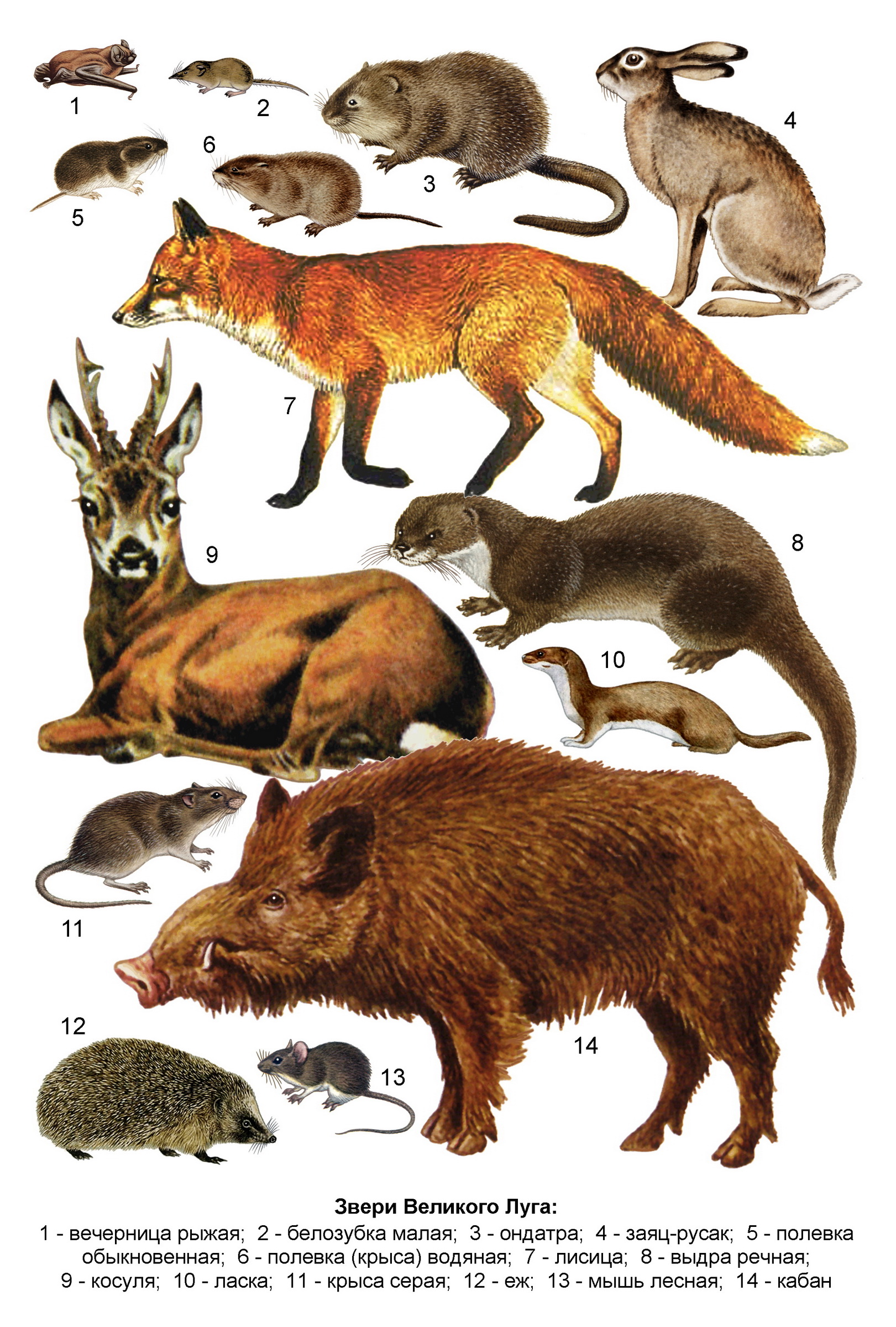
Ссавці

## Значення
На території самого Великого Лугу, а також у його безпосередньому сусідстві, скіфи проводили свої релігійні обряди та свята, також там містилася Запорозька Січ і ще 4 козацькі Січі. Нині території Великого Лугу є місцем зібрань сучасних язичницьких проповідників, жерців і віруючих, там планують зведення відкритого капища та пантеону богів і героїв. У Великому Лузі козаки випасали худобу і знаходили в тутешніх плавнях та заростях добрий захисток. Тому Великий Луг був символом безпеки й волі. У піснях його називали «Батьком»:
«Ой Січ — мати, а Великий Луг — батько,
Що в Лузі заробити, то в Січі пропити».
Після знищення Запорозької Січі в 1775 році Великий Луг разом з іншими її місцинами Катерина II поділила між своїми найближчими вельможами.

## Галерея
Раритетна рослинність Великого Лугу

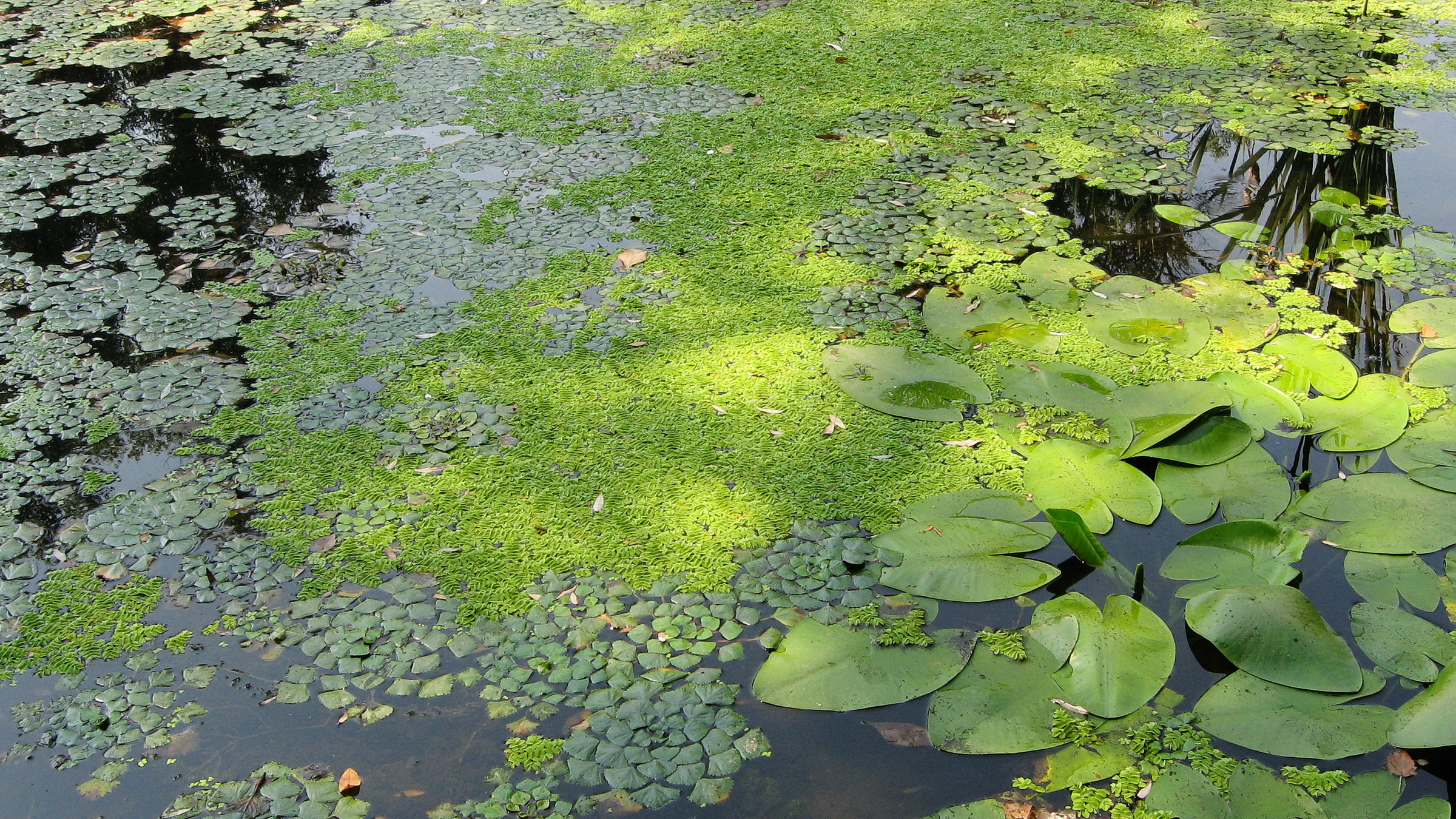
Угруповання сальвінії плаваючої й водяного горіху
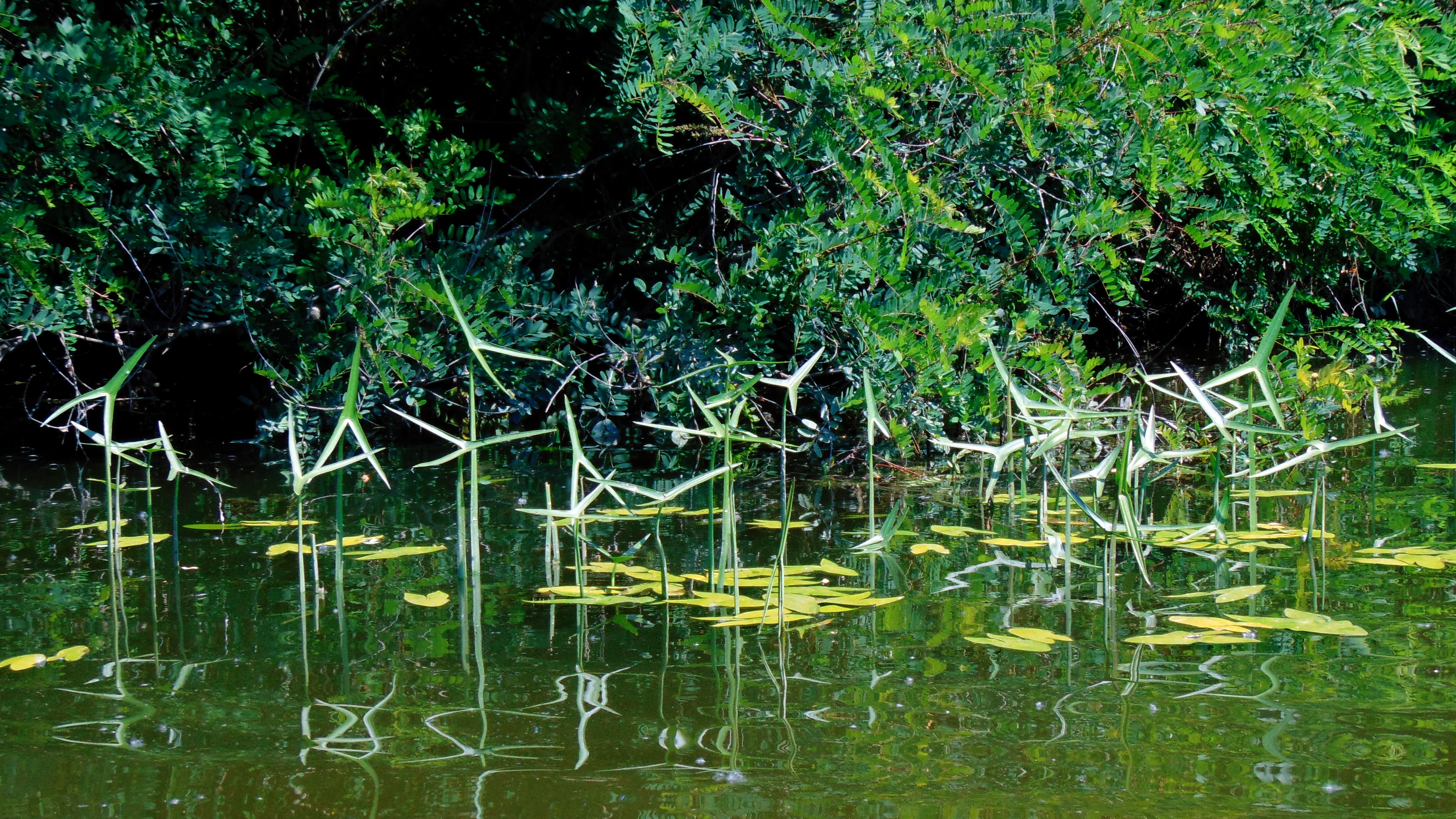
Формація стрілолиста звичайного
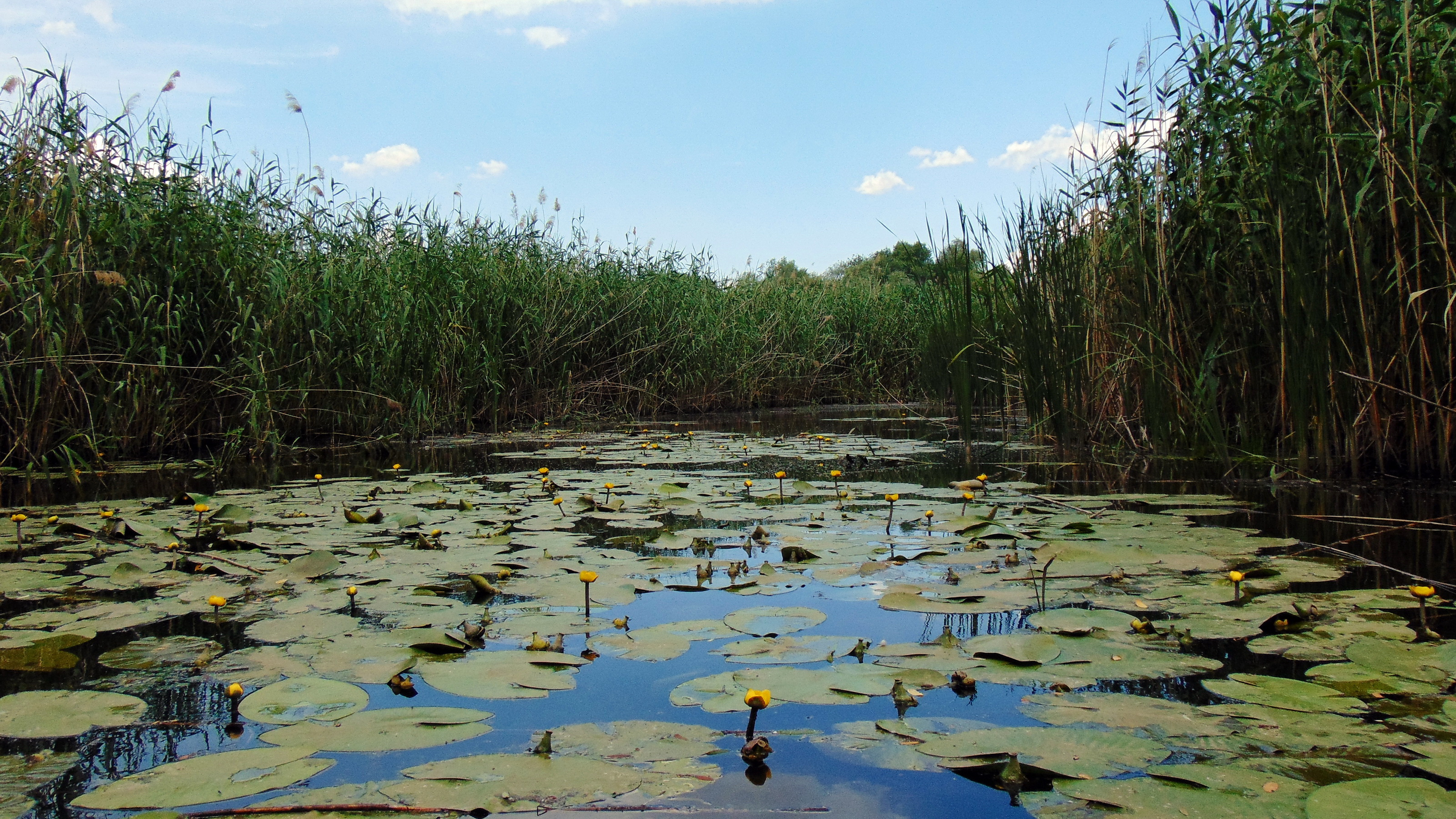
Формація глечиків жовтих
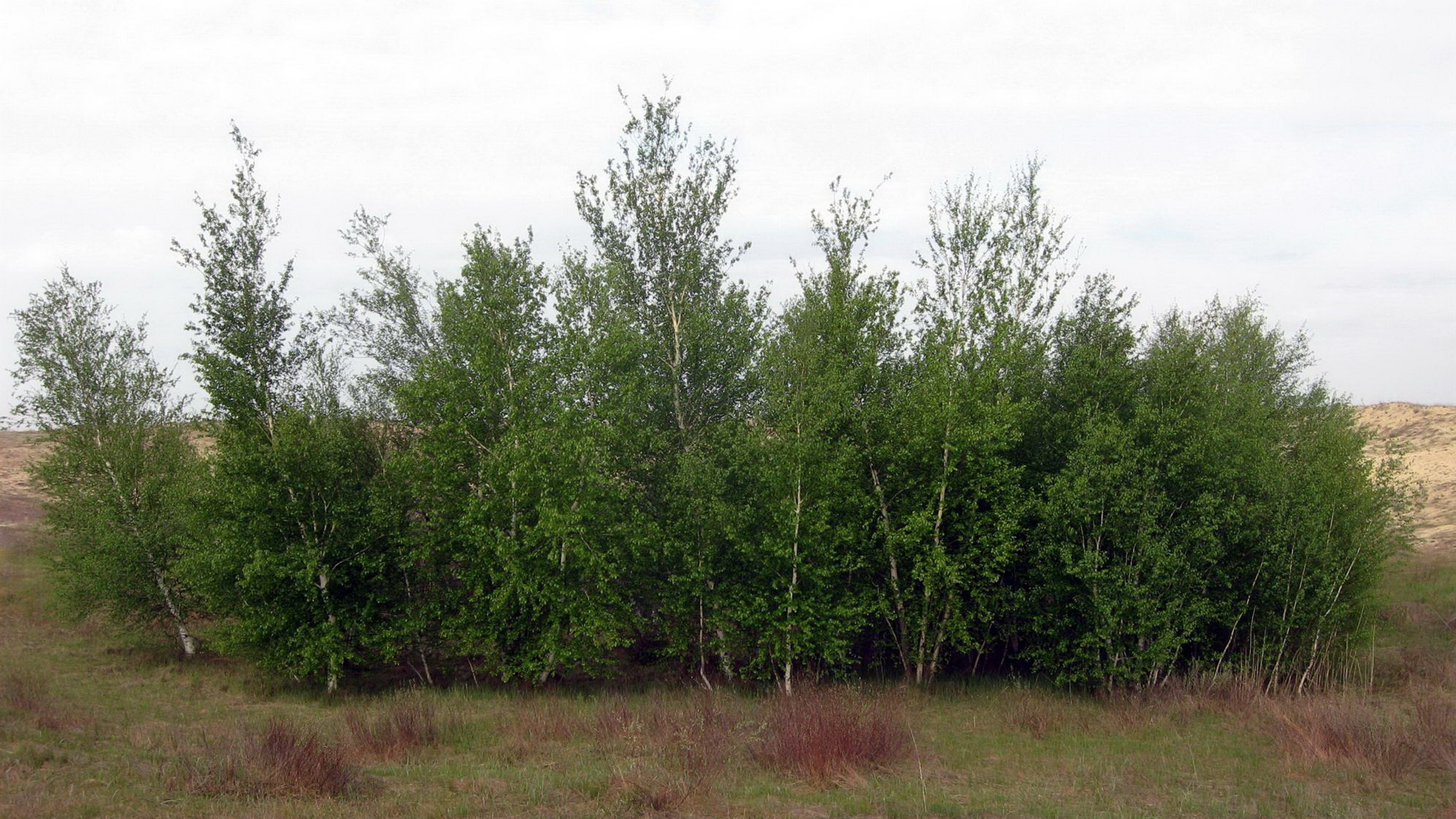
Формація берези дніпровської